# Управляващо устройство
Управляващо устройство или Регулатор в теорията на управлението е устройство, което следи за състоянието на управлявания обект като система и изработва за нея управляващи сигнали. Управляващите устройства следят за изменението на определени параметри на управлявания обект (непосредствено или с помощта на датчици) и реагират на тяхното изменение чрез алгоритми за управление в съответствие със зададено качество на управление.

## Основни принципи
Управляващите устройства в повечето случаи работят по принципа на отрицателна обратна връзка, с цел да компенсират външните въздействия, действащи на управлявания обект и да реализират зададен закон за управление (програма).
По-рядко се използва положителна обратна връзка.
Критерии за оценка на качеството на регулиране:
- скорост на регулиране (времето за намаляване на грешката до дадена стойност);
- точност, както установената грешка, така и стойността на пререгулиране;
- запас на устойчивост и отсъствието на колебания, в това число и затихващи.

Най-разпространени заради своята универсалност са ПИД-регулаторите.

## Видове
Регулаторите се делят по няколко признака:
- Според вида на закона за управление (за линейните регулатори): П-регулатори, ПИ-регулатори, ПИД-регулатори, ПД-регулатори, И-регулатори, Д-регулатори.
- Според линейността на закона за управление: линейни и нелинейни регулатори.
- Според общия принцип на функциониране: адаптивни, модални и т.н.